# Énée retrouvant son père aux Champs-Élysées
Énée retrouvant son père aux Champs-Élysées est un tableau de Sébastien Vrancx, peint soit pendant les années romaines de l'artiste (1597-1600) soit pendant celles suivant son retour à Anvers. Le sujet du tableau est emprunté au chant VI de l’Énéide de Virgile.
 

## Historique de l’œuvre
Appartenant à la collection de Jacques Bernard (1795-1890), le tableau est confié au musée des Beaux-Arts de Lyon en 1875. Il est restauré une première fois en 1968 et, après un examen du L.R.M.F. (Laboratoire de Recherche des Musées de France), il l'est de nouveau en 1990 .

## Description
L’œuvre de Sébastien Vrancx représente l'aboutissement de la descente aux Enfers grecs d'Énée. Il s'agit du moment où il retrouve son père, Anchise, accompagné de la Sibylle, et lui donne l'accolade. Le fond du tableau représente les Champs-Élysées tels que Dante Alighieri les décrit dans La Divine Comédie. Le couple situé le plus à droite de l'œuvre est aussi représenté en 1606 sous une forme différente dans la gravure Le Mauvais Riche et le Pauvre Lazare de Jacob Matham (1571-1631). Vrancx en projettera vers 1615 une illustration complète.

## Contexte
L’artiste, surnommé « Illustrator of Virgil’s Aeneid » (L’illustrateur de l’Énéide de Virgile), a représenté de nombreuses autres scènes de cette épopée, notamment celle du chant VIII dans laquelle le lieu de la fondation de Rome est décidé .

## Analyse

### Choix du sujet
Ce tableau est tiré du chant VI de l’Énéide de Virgile. Dans cette partie de l’œuvre, Énée se rend auprès de la Sibylle, prêtresse d’Apollon. Après avoir rempli plusieurs conditions, elle le conduit aux enfers et le guide jusqu’à son père, Anchise. Celui-ci est alors en train de recenser les âmes de ses descendants, destinées à gagner un jour la terre des vivants. Père et fils se retrouvent alors avec beaucoup d'émotion, se parlent, sans toutefois pouvoir s'étreindre (679-702). Anchise satisfera la curiosité d'Énée à propos du sort des âmes après la mort (719-751). Il désigne ensuite, dans la foule en attente de renaissance, toute une série de futures gloires romaines, en finissant par Romulus qui fondera Rome (752-787). Il présente ensuite le futur empereur Auguste (rappelons que l’Énéide est une commande de cet empereur, c’est donc un texte avec une portée politique) (788-807). Seront évoqués ensuite les rois de Rome successeurs de Romulus (Numa, Tullus, Ancus, et les deux Tarquins, Servius Tullius étant oublié), ainsi que Brutus, "tombeur" des rois et instaurateur de la République (808-823). Anchise présente encore quelques figures marquantes de l'époque républicaine, avant de terminer en insistant sur la mission spécifique de Rome, qui sera de faire régner la paix dans le monde soumis à ses lois (824-854). La dernière "apparition" sera celle d'un jeune homme escortant l'éminent héros Marcellus. Énée, intrigué par son air triste, apprend bientôt de la bouche d'Anchise très ému qu'il s'agit du jeune Marcellus (neveu et gendre d'Auguste), paré de toutes les qualités et destiné à mourir dans la fleur de l'âge (854-885). À la fin du parcours, Énée est prêt à poursuivre sa mission glorieuse. Pour quitter le monde souterrain, il emprunte la Porte d'ivoire, rejoint aussitôt sa flotte, et part immédiatement pour le Latium (886-901).

### Composition
Les protagonistes (Énée, Anchise et la Sibylle) sont placés au centre d'un cercle formé par les arbres, les personnages et les animaux. De plus, la ligne de démarcation entre l'ombre et la lumière à l'arrière-plan mène le regard du spectateur directement sur eux.
On distingue, sur le bouclier accroché à l’arbre, les inscriptions suivantes : AENED./LIB/VI. C’est une indication du peintre, comme quoi il se réfère au chant VI de l’Énéide de Virgile. Le tableau porte les marques des peintres italiens contemporains et de Pieter Bruegel l’Ancien. On retrouve les figures gesticulantes et les arbres imposants propres aux œuvres de cette période. Les personnages aux vêtements bigarrés, sur fond de paysages classiques et décoratifs sont, quant à eux, la marque de l’artiste.
La Sibylle, Énée et Anchise se trouvent au premier plan du tableau, dans une lumière tamisée, à contrario de la plaine à l’arrière-plan, qui baigne dans une lumière blanche, très crue. Le spectateur se sent plus à l’aise dans l’intimité du premier plan. On distingue, bordant la plaine, le Styx, fleuve des enfers, et dessus, le passeur Charon fait avancer sa barque. L’ensemble du tableau représente les Champs-Élysées. On distingue des couples, des personnages qui dansent, de nombreux oiseaux et même des chats et des chiens, le tout donnant une atmosphère de joie à l’œuvre, en effet les Champs-Élysées sont la partie des enfers où se rendent les âmes glorieuses après leur mort.
On note aussi quelques incohérences. En effet, Énée et Anchise se donnent l’accolade, ce qui est techniquement impossible, Anchise étant un fantôme. De plus les vêtements des personnages et la calèche présente en arrière-plan sont des anachronismes flagrants ; Vrancx a peint l’Énéide sans souci de concordance avec les décors de l’antiquité, il l'a actualisée pour un souci de compréhension de son public.
Autre point à noter : les morts de l'arrière-plan sont peints dans la lumière alors qu'Énée et la Sibylle sont dans l'ombre, comme s'ils n'étaient pas à leur place aux Enfers, ils se cachent presque tels des clandestins.

### Esthétique
L’artiste a peint ce tableau sous l'influence des peintres de la renaissance italienne. À cette époque, les artistes jouaient sur l’affluence de détails et le maniement très précis des ombres et de la lumière pour pouvoir montrer leur talent. Ceci leur était permis par l'utilisation de la peinture à l'huile, un matériau qui sèche très lentement et qui permet donc les retouches. En effet c'est le début de la reconnaissance des artistes qui ne sont plus anonymes comme au Moyen Âge. C'est aussi le début des mécénats.

## Postérité
Bien que faisant partie des peintres classiques, Vrancx n'a pas eu de notoriété exemplaire en dehors de ses œuvres représentant l'Enéide. En effet, si les références antiques permettent une compréhension universelle de ces œuvres, celles-ci restent relativement méconnues du grand public.

## Ouvrage
- L'Énéide de Virgile
- La Divine Comédie de Dante

### Articles
- Archives du musée des beaux-arts de Lyon